# Mountjoy Castle

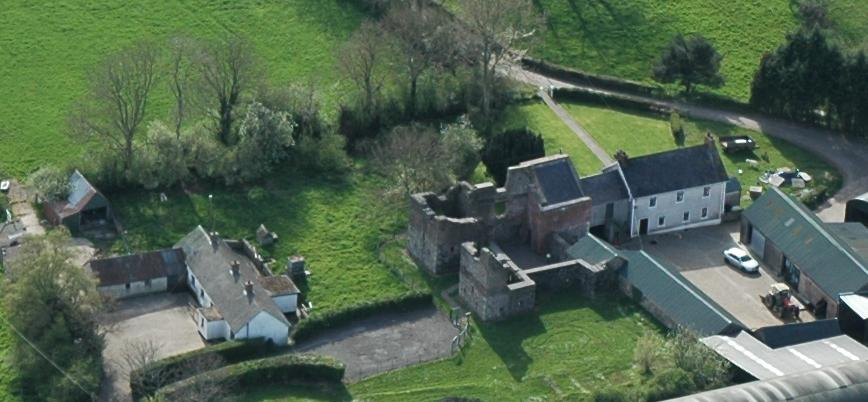
Luftbild von Mountjoy Castle

Mountjoy Castle (irisch Caisleán Mhuinseo) ist eine Burgruine im Dorf Mountjoy im nordirischen County Tyrone auf einem Hügel über dem Lough Neagh. Charles Blount, 1. Earl of Devonshire und 8. Baron Mountjoy ließ sie 1602 bauen, aber bereits 1643 brannte sie teilweise nieder. Es handelt sich um ein zweistöckiges Ziegelgebäude, dessen Erdgeschoss mit Stein verkleidet ist. Ein zentraler, rechteckiger Block ist von vier speerförmigen Türmen mit Schießscharten umgeben. Der nordwestliche Turm ist teilweise eingestürzt und die westliche Kurtine zerstört. Der Eingang befand sich an der Südseite der östlichen Kurtine. Im Obergeschoss sind einige breite Fenster eingebaut.
Die Burgruine ist ein State Care Historic Monument im Townland von Magheralamfield im District Mid Ulster.